# サニゼット

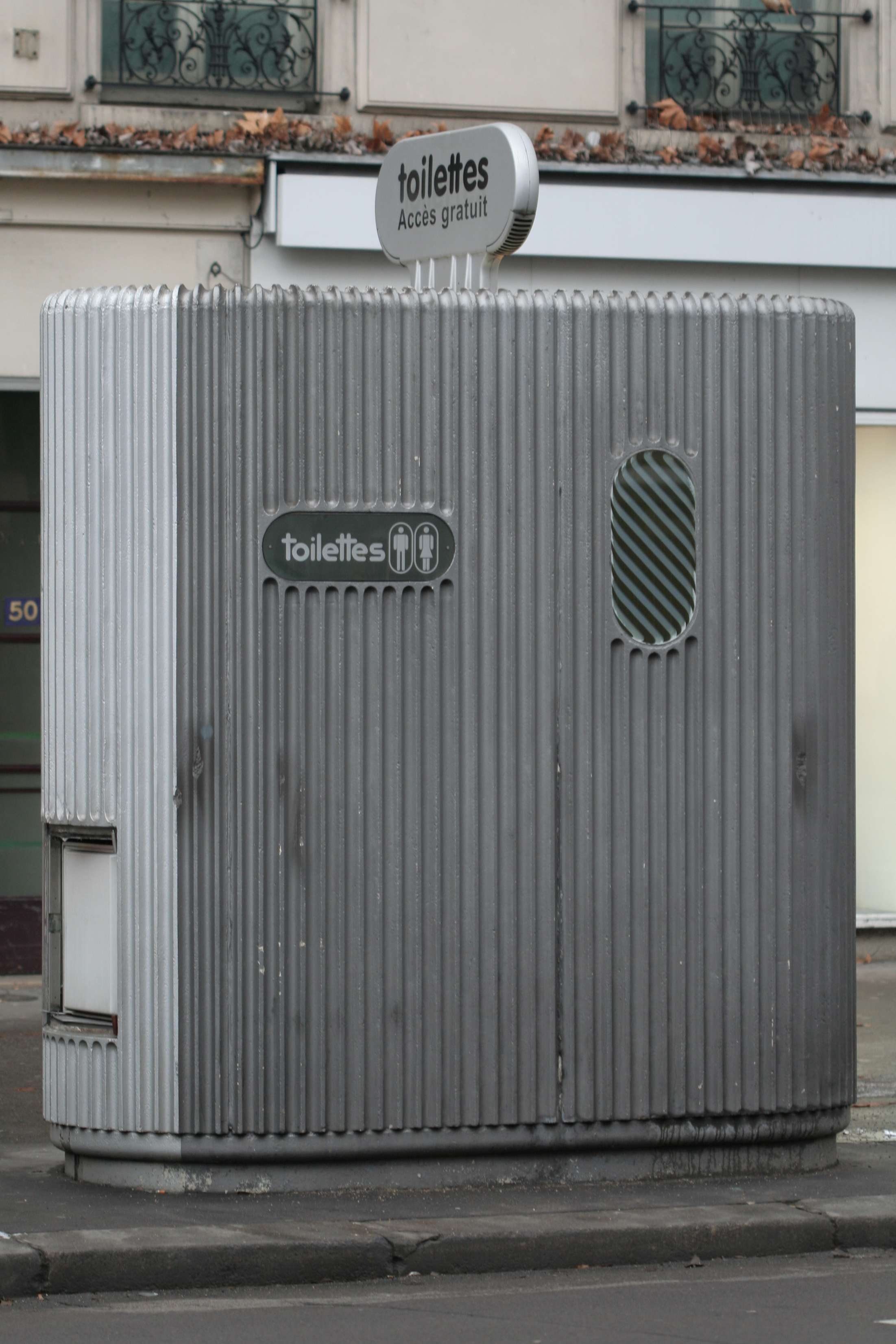
フランスのパリの全自動有料公衆トイレ、サニゼット

サニゼット(フランス語: Sanisette)
フランスの主にパリにある使用後の洗浄機能まで付いている全自動有料公衆トイレ。
イギリスにも同様な全自動有料公衆トイレがあり、「superloo」と呼ばれている。

## 概要
サニゼットは、有料公衆トイレなので、使用にはコインを入れる必要がある。コインを入れて、ボタンを押すとドアが開き、中に入ると、ドアが閉じる。利用者が使用を終わって出てきた後に、ドアを閉じると、中では、オート洗浄と消毒が行なわれて、次の使用までには、およそ60秒待たなければならない。この洗浄作業中には、ランプが付いているので、コインを入れてボタンを押しても、ドアは開かない。

## 注意点
サニゼットのオート洗浄機能は、全面的に行なうので、トイレ内に忘れ物をしてしまったりすると、びしょびしょになってしまって、取り返しの付かないことになる。
同様にして、使用後ドアを開けて閉じるまでの間に、誤って洗浄中に入ってしまうことも注意を必要とする。

## 歴史
フランスでは、19世紀の古くからも、男子専用公衆トイレがあった。
この古いフランスの公衆トイレは、そのカタツムリの殻のような形状デザインから「エスカルゴ」というニックネームで呼ばれていた。
そこで、新しくできた「サニゼット」を、「エスカルゴ」という旧称の公衆トイレのニックネームで呼ぶこともある。
この「エスカルゴ」と呼ばれた古い公衆トイレは、非常な悪臭を放ち、パリの町中に到る所にあったために、近代に入り撤去され、全自動有料公衆トイレ「サニゼット」に置き換わっていった。
最後に残った1つの古い「エスカルゴ」が、パリに残っている。
この19世紀の公衆トイレは、無料公衆トイレだった。
また、さらに遡ると、古代ローマ時代に、皇帝ウェスパシアヌスが、最古の公衆トイレを設置したので、ヨーロッパ各地では、その名前をとって、vespasiennes と公衆トイレのことを呼び、フランスでも同様である。

## 全自動公衆トイレの事故
・イギリスにも同様な全自動有料公衆トイレがあり、「superloo」と呼ばれている全自動有料公衆トイレでは事故が起こり爆発した。
これは、水まわりであるトイレに、全自動のために電気系統を張り巡らせてあったために起こった事故とみられている。
・「superloo」では、他の事故例として、少年が閉じ込められたままになってしまい救助された。
この原因は、体重センサーが少年のように軽い場合に誤作動したものであると考えられている。
全自動は、一見、便利そうであるが、無意味な機能まで全自動化した為に起こった事故ともいえる。